# Laréole
Laréole è un comune francese di 139 abitanti situato nel dipartimento dell'Alta Garonna nella regione dell'Occitania.

## Società

### Evoluzione demografica
Abitanti censiti

## Monumenti

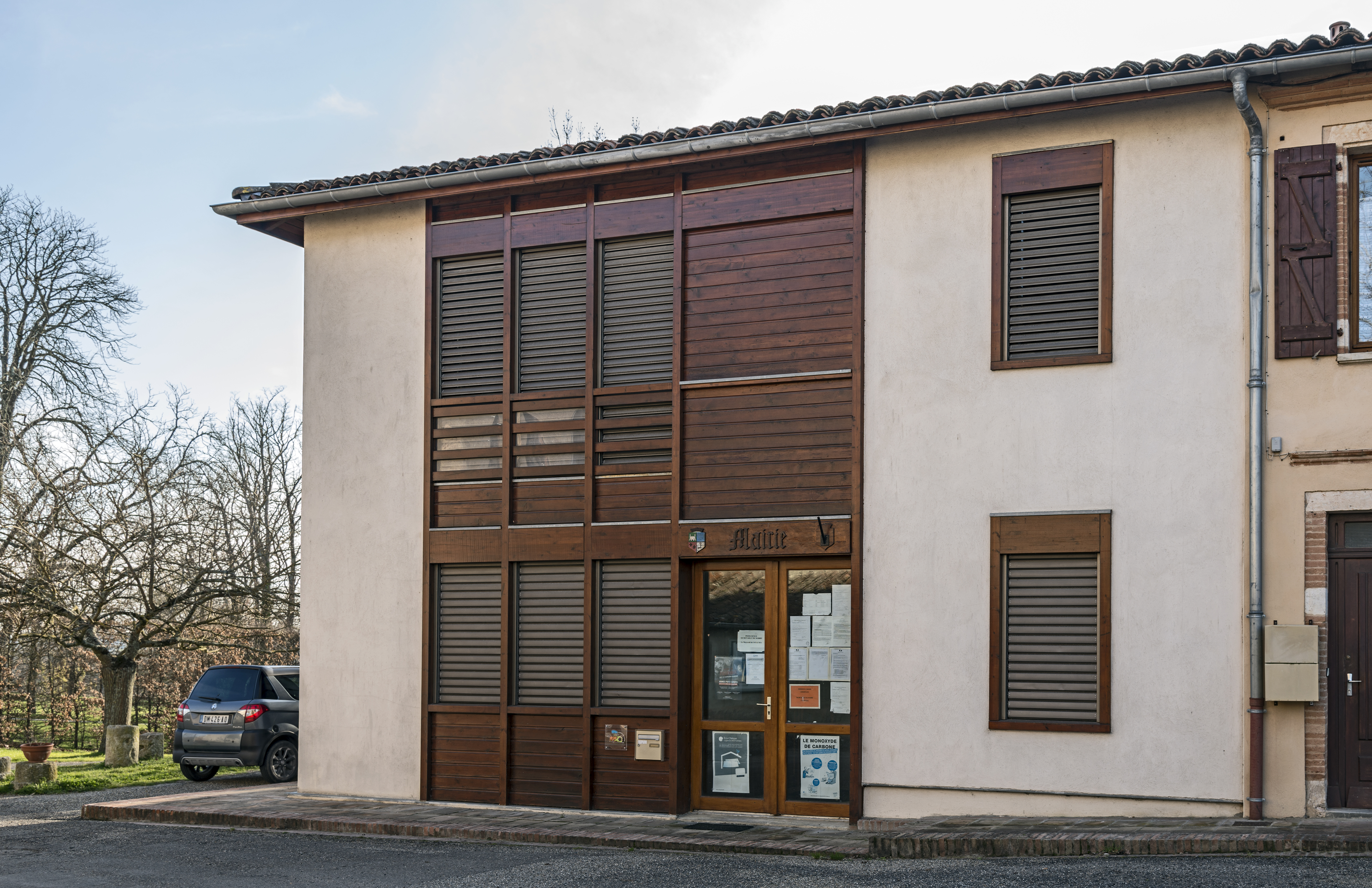
Il municipio;
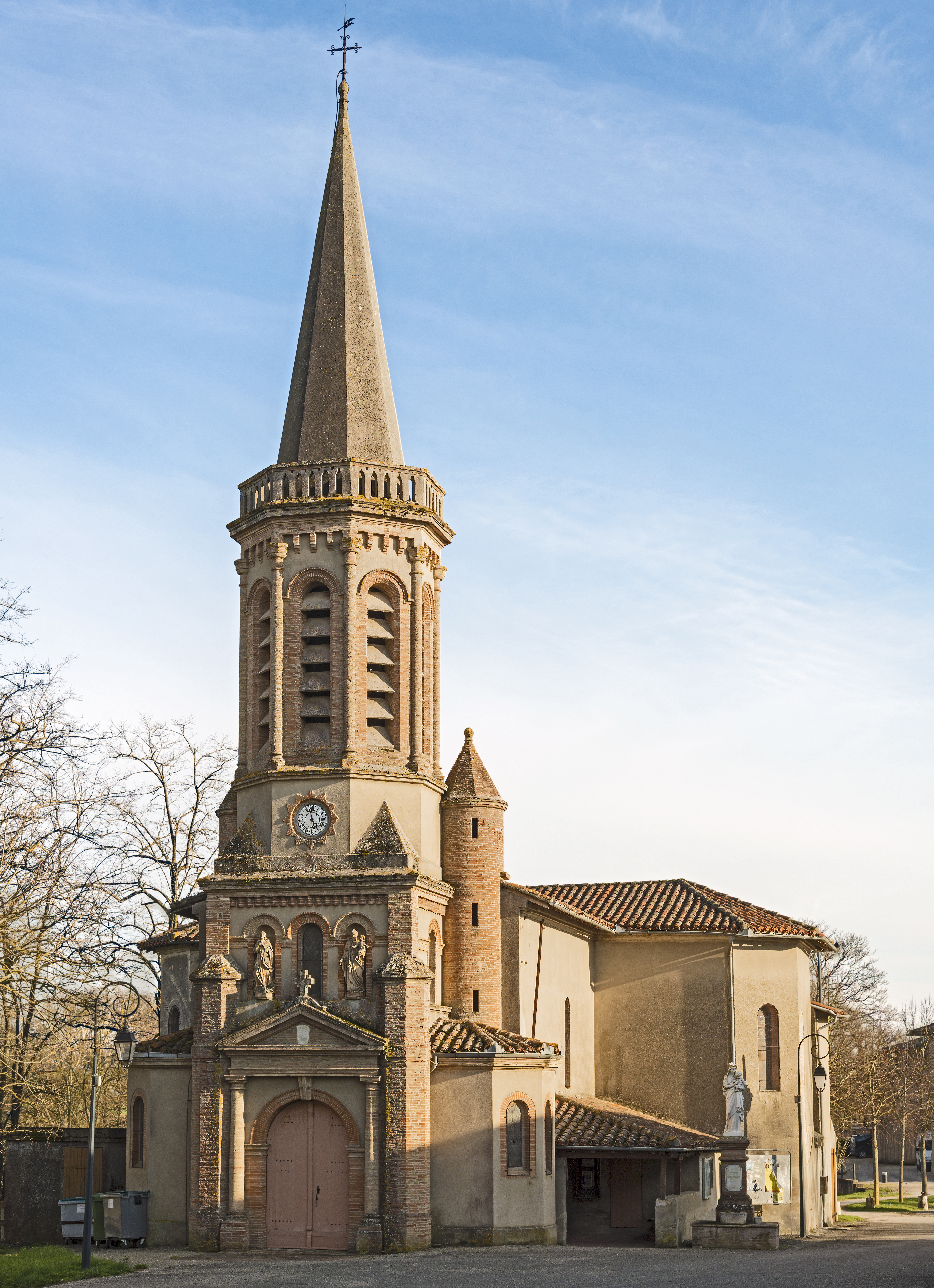
La Chiesa;
Il Castello